# Simon Maunoury
Simon Maunoury (* 24. November 1983) ist ein französischer Badmintonspieler. 

## Karriere
Simon Maunoury gewann 2005 die Internationalen Meisterschaften von Lettland. In der Saison 2005/2006 wurde er ebenso wie in der Saison 2006/2007 französischer Meister im Herreneinzel. 2009 siegte er bei den Cyprus International.

## Sportliche Erfolge
| Saison    | Veranstaltung              | Disziplin    | Platz | Name           |
| --------- | -------------------------- | ------------ | ----- | -------------- |
| 2005      | Riga International         | Herreneinzel | 1     | Simon Maunoury |
| 2005/2006 | Französische Meisterschaft | Herreneinzel | 1     | Simon Maunoury |
| 2006/2007 | Französische Meisterschaft | Herreneinzel | 1     | Simon Maunoury |
| 2009      | Cyprus International       | Herreneinzel | 1     | Simon Maunoury |
| 2010      | Cyprus International       | Herreneinzel | 2     | Simon Maunoury |